# Puy-Saint-Martin
Puy-Saint-Martin település Franciaországban, Drôme megyében. Lakosainak száma 834 fő (2022. január 1.). Puy-Saint-Martin La Répara-Auriples, Charols, Cléon-d’Andran, Manas, Pont-de-Barret, Roynac és Soyans községekkel határos.

## Népesség
A település népességének változása:
| Lakosok száma | 430  | 510  | 602  | 820  | 853  | 872  | 886  | 887  | 869  | 834  |
|               | 1968 | 1982 | 1990 | 2006 | 2013 | 2015 | 2017 | 2019 | 2020 | 2022 |